# Marathyssa minus
Marathyssa minus là một loài bướm đêm trong họ Noctuidae.